# クレモラ彗星
クレモラ彗星（英語: 68P/Klemola）は、木星族に属する周期彗星の1つである。1965年11月にアメリカの天文学者アーノルド・クレモラによって、アルゼンチンのイェール・コロンビア南天観測所（Yale-Columbia Southern Station）で発見された。公転周期は11.01年である。